# Dégnékoro
Dégnékoro is een gemeente (commune) in de regio Koulikoro in Mali. De gemeente telt 10.000 inwoners (2009).
De gemeente bestaat uit de volgende plaatsen:
- Boya
- Dégnékoro
- Dion
- Donombougou
- Nana
- Sanan
- Sorokoroni
- Sirakoro
- Timpana